# Близанци (филм из 1988)
Близанци (енгл. Twins) је америчка филмска комедија из 1988. године, коју је режирао Ајван Рајтман, а главне улоге играју: Арнолд Шварценегер и Дени Девито.

## Радња
Џулијус и Винсент Бенедикт су близанци, резултат тајног експеримента изведеног у генетској лабораторији - комбиновања ДНК шесторице очева са циљем стварања савршеног детета. На изненађење научника ембрион се поделио и рођени су близанци. Мајци, Мери Ен Бенедикт, саопштено је да је Џулијус умро при рођењу, а за Винсента јој уопште није речено.
Винсент је смештен у сиротиште у Лос Анђелесу, којим управљају часне сестре, и целог живота је веровао да га је мајка напустила. Немајући на кога да се ослони осим на самог себе, Винсент је завео једну часну сестру, побегао из сиротишта, а касније постао ситан криминалац и улични муљатор, запавши у зеленашки дуг. Џулијус је одгојен на једном острву у јужном Пацифику од стране професора Вернера, једног од научника из експеримента, који га је подвргао интензивним физичким тренинзима и интензивном учењу. Обојица су веровали да је Мери Ен умрла на порођају.
Ниједан од близанаца није знао за постојање оног другог. На њихов 35. рођендан Вернер напокон саопшти Џулијусу да он има брата близанца по имену Винсент. Уз Вернеров благослов Џулијус се авионом упути у Лос Анђелес да пронађе свог брата. Распитавши се најпре у сиротишту, Џулијус коначно нађе Винсента у затвору, где је задржан због неплаћених паркинг-тикета и вожње са истеклом возачком дозволом.
Џулијус извуче Винсента из затвора уз кауцију, али Винсент не верује у његову причу и остави га на паркингу. Џулијус оде до Винсентовог радног места и затекне га како добија батине од Мориса Клејна, једног од тројице зеленашке браће којима Винсент дугује двадесет хиљада долара. Џулијус савлада Мориса, зарадивши Винсентово поверење и поштовање. Он касније упозна Винсентову девојку Линду Мејсон и ступи у романтични однос са њеном сестром Марни.
Током заједничке вечере Винсент покаже Џулијусу документ који је украо из сиротишта, на којем пише да је њихова мајка још увек жива, али верујући да га је она напустила по рођењу, Винсент не покаже интересовање да је пронађе. Верујући да су можда и њихову мајку лагали, Џулијус посети једног од шесторице њихових очева, Грејнџера, на адреси са документа. Грејнџер саопшти Џулијусу да је желео да ожени њихову мајку, али да га је она одбила, као и да је за прикривање истине о њима одговоран Вернеров колега, др Мичел Трејвен, власник генетске лабораторије у Лос Аламосу, Нови Мексико, у којој су њих двојица рођени.
Винсент украде нови модел "кадилака" из паркинг-гараже чији је власник његов пријатељ (да би га продао у делове), у чијем се пртљажнику налази прототип убризгавача горива који треба да се достави индустријалцу "Цвекли" Макинлију у Хјустон за пет милиона долара. Винсент одлучи да украде идентитет достављача, Вебстера, те да лично достави убризгавач горива како би могао да отплати свој зеленашки дуг. Он невољно допусти Џулијусу, Линди и Марни да му се придруже на путу до Новог Мексика, у посету Трејвену, док се прави Вебстер да у потеру за Винсентом. Успут, Вебстер наиђе на браћу Клејн и упуца их у ноге у знак упозорења да се држе подаље од Винсента.
У Новом Мексику Трејвен открије истину близанцима, нагласивши да је Џулијус потекао од најбољих гена, а презриво денунцирајући Винсента да је он потекао од "бескорисног" генетског материјала, оставивши Винсента потресеног. Пошто му Џулијус љутито припрети, Трејвен им саопшти да њихова мајка живи на уметничкој колонији код Санта Феа. Џулијус утеши Винсента, те они наставе са својим путовањем.
На путу ка Санта Феу близанце пресретну браћа Клејн, али их ови савладају по последњи пут. На уметничкој колонији код Санта Феа баштованка обавести Џулијуса и Винсента да је њихова мајка умрла. Они оду, несвесни да је баштованка заправо била Мери Ен, која није поверовала у њихову причу, пошто јој је речено да је имала само једног сина који је умро на порођају.
Оставивши Џулијуса и девојке у Новом Мексику, Винсент се сам упути ка Хјустону да достави прототип Цвекли. Џулијус појури за њим и нађе га неколико секунди након размене са Цвеклом. Вебстер се појави и убије Цвеклу и његовог телохранитеља, захтевајући новац од Винсента. Џулијус пресретне Вебстера, омогућивши Винсенту да побегне, али Винсент се врати и пристане да да новац Вебстеру да би спасао Џулијуса. Вебстер одлучи да свеједно убије близанце само зато што су му видели лице, али га Винсент, на Џулијусов суптилни знак, убије тако што спусти дугачак, тежак ланац на њега и покопа га.
Џулијус и Винсент врате и прототип и четири милиона долара (Винсент је мазнуо милион) и искористе награду од педесет хиљада долара да отплате Винсентов зеленашки дуг и оснују консалтинг фирму. Њихов публицитет допре и до уметничке колоније, те Мери Ен сазна да су јој синови живи. Она се насилно исконфронтира са Трејвеном због скривања истине, а затим се упути у Лос Анђелес, у посету својим синовима.
Нешто касније Џулијус и Винсент ожене Марни и Линду. Обе сестре роде по близанце, а парови су последњи пут виђени заједно са Мери Ен и професором Вернером на излету.

## Улоге
| Глумац               | Улога                                               |
| -------------------- | --------------------------------------------------- |
| Арнолд Шварценегер   | Џулијус Бенедикт                                    |
| Дени Девито          | Винсент Бенедикт                                    |
| Кели Престон         | Марни Мејсон                                        |
| Клои Веб             | Линда Мејсон                                        |
| Бони Бартлет         | Мери Ен Бенедеикт                                   |
| Дејвид Карусо        | Ал Греко                                            |
| Треј Вилсон          | "Цвекла" Макинли                                    |
| Марвин Џ. Макинтајер | Макинлијев телохранитељ                             |
| Маршал Бел           | Вебстер                                             |
| Тони Џеј             | професор Вернер                                     |
| Хју О’Брајан         | Грејнџер, један од отаца близанаца                  |
| Џејсон Рајтман       | Грејнџеров унук                                     |
| Кетрин Рајтман       | Грејнџерова унука                                   |
| Нехемија Персоф      | др Мичел Трејвен                                    |
| Мори Чејкин          | Берт Клејн                                          |
| Свен-Оле Торсен      | Сем Клејн                                           |
| Гас Ретвиш           | Дејв Клејн                                          |
| Ричард Портнау       | Власник радионице за растављање аутомобила у делове |
| Франсис Беј          |                                                     |
| Кари-Хиројуки Тагава | Азијат                                              |
| Елизабет Кајтен      | секретарица                                         |
| Џо Меџак             | фотограф на почетку филма                           |
| Ерик Кисер           | беба близанац #1                                    |
| Кајл Кисер           | беба близанац #2                                    |
| Николет Ларсон       | певач у кућном бенду                                |
| Џеф Бек              | гитариста у кућном бенду                            |
| Тери Бозио           | бубњар у кућном бенду                               |
| Хедер Грејам         | млада Мери Ен Бенедеикт (непотписана)               |
| Роберт Харпер        | Гилберт Ларсен                                      |